# ヒーロークロスライン
『ヒーロークロスライン』は、同一世界観で展開される新作SFヒーロー漫画作品を様々な漫画家が発表する企画および、講談社『月刊マガジンZ』編集部がYahoo! JAPAN内コンテンツYahoo!コミックにて展開していた無料のウェブコミック誌の名称。またこの企画に属する漫画作品を収録した同人誌を漫画家自身が同人即売会にて配布する際に使用される同人サークルの名称としても使用されている。略称は「HXL」（Xが大きく書かれ、両脇にHとLが配されるデザイン）。
なお、この項目では企画としての『ヒーロークロスライン』を中心に記述する。

## 企画概要
21世紀のニューヒーローを創出することを提唱し同一の世界設定に基づくパラレルワールド的な世界におけるヒーローもしくはスーパーヒーローが活躍する漫画作品を、各漫画家が新作描き下ろしで生み出す企画である。HXLに参加している漫画は、ある作品における出来事が別の作品に影響したり、別作品のキャラクターが登場するクロスオーバー作品を主体とする点が大きな特徴である。ヒーローを主題とする漫画連載企画なので、いずれの作品にも何らかの形で必ずヒーローが描かれる。しかし硬派でシリアスな作品ばかりではなく、コミカルな作品やパロディを含む作品をも収録している。
HXLの中心となっている人物は「仮面ライダーSPIRITS」の村枝賢一や「スプリガン」のたかしげ宙などであり、彼らの呼びかけに応じた様々な漫画家が参加している。当初はそれぞれの漫画作品を『月刊マガジンZ』（講談社）、The Boots Headquarters（ブーツ本部）が編集し提供していたが、現在は『月刊マガジンZ』の休刊により編集部が解散しているので必ずしもこの通りではない。しかし他作品のキャラクターを使用したり本編に関わる本格的なクロスオーバーをする際などは、作家間で十分な話し合いがされている。他の漫画雑誌などでは掲載作家同士がライバルとなるが、HXLでは掲載作家全員が協力関係となる。この今までの漫画雑誌には無かった点もHXLの特徴と言える。
なお企画開始から約1年半は殆どの参加作品が雑誌媒体には連載されず、無料ウェブコミック誌『ヒーロークロスライン』内で連載されていた。この主にウェブコミックにて展開された時代を『ヒーロークロスライン 第一期』、これ以降の様々な媒体での作品発表時代を『ヒーロークロスライン 第二期』と呼称している。詳細はヒーロークロスライン#歴史を参照。
『ヒーロークロスライン 第二期』では、正確にはHXL参加作品ではない作品とのクロスオーバーも行なわれている。
2019年現在は同人誌とウェブラジオ（ラジオドラマ）において企画が継続されている。

## 歴史
2007年10月31日 - 当時Yahoo! JAPANにて展開されていた電子書籍サイトYahoo!コミック内の無料マガジンコーナー『ヒーロークロスライン』にて6作品が無料配信開始。毎週水曜日更新だが周期は作品により異なり、購読にはYahoo!コミックの共同ビューワDORを使用した。各作品の連載期間は、ヒーロークロスライン#作品一覧を参照。
2007年12月26日 - 「ヒーロークロスライン2008ニューイヤーカード」と題して各作品関係者による年賀状風イラストが公開された。これは既に連載中の作品ばかりではなく連載予定作品の関係者をも含む計31名によるもので、2008年春などに連載を予定している作者も含まれていた。なお現在、この際に発表されたイラストは馬場民雄の単行本『火星のココロ』第2巻に収録されたもの以外は閲覧不可能な状態にある。
2008年3月21日 - マガジンZKCから一部作品の単行本が発売開始、前日の3月20日より有料電子書籍の配信を開始した。以後、いずれの作品も単行本発売及び電子書籍配信開始に伴い第2話以降の単行本収録分の無料公開が順次終了されるが、Yahoo!コミック配信による他のウェブコミック誌と同様に第1話及び単行本・電子書籍未収録の比較的新しい数話がYahoo!コミックで無料公開されていた。なお、電子書籍にはページの都合で単行本未収録になったものも収録されている場合がある。
2008年10月25日 - 『月刊マガジンZ』公式サイト内特設ページでも毎月25日更新で配信が開始された。これにより、Yahoo!コミックではビューワの関係で読む事の出来なかったMACユーザーにも対応した。現在は配信を終了している。
2009年4月1日 - この日をもってYahoo!コミックでの配信が終了 したが、「ジエンド」のみ『マガジンSPECIAL』に移籍した。
2009年7月1日 - 『宇宙船』（ホビージャパン）vol.125夏号にて、HXL実写化プロジェクト始動!!と題して岩船山で撮影された ジエンドがメインの正味2分10秒の実写PV制作のメイキング記事が掲載された。さらにこの号から記事連載が開始され、村枝賢一のイラストコラム「英雄無限倉庫」新連載第0回としてもジエンドのイラストが掲載された。
2009年7月8日 - この日に同時発売された『週刊少年サンデー』及び『週刊少年マガジン』32号に「サンデー×マガジン クロスライン」が掲載された。詳細は後述。
2009年7月16日から17日 - 七月BLOG および 公式ブログ にて七月鏡一原作の「闇のイージス」・「暁のイージス」・「JESUS 砂塵航路」と、たかしげ宙原作の「ALCBANE」・「死がふたりを分かつまで」のクロスオーバー展開 が発表された。これは『ヒーロークロスライン』の方法論を他の作品で試してみるというたかしげ宙の提案に、七月鏡一が同意して実現したもの。
2009年12月29日から31日 - コミックマーケット77にて第一期の続き漫画を掲載する公式同人誌『ヒーロークロスライン アフターミッション』01が配布。詳細は該当記事を参照。
2010年1月1日 - 公式インターネットラジオ局『ラジオ劇場HXLアワー』が開局。詳細は該当記事を参照。
2010年2月7日 - PixivにおいてHXL参加作家である椎名かつゆきが、オリジナル怪人募集を開始した。応募された怪人のいくつかは実際に「Z-END」内などに登場している。
2010年5月4日 - 『ラジオ劇場HXLアワー』がラジオ番組「HXLアワー」として、インターネットラジオ局『HiBiKi Radio Station』にて配信がスタートした。
2010年5月21日 - 新宿ロフトプラスワンにてチャリティートークイベント『ヒーロークロス・トーク』が開催され、シークレットゲストとして小倉敏博が参加した。また一部司会として宮崎一成も参加している。
2010年6月21日・6月24日 - HXL参加作家である有里紅良と夢来鳥ねむが所属する創作集団『ら・むうん』が4月より撮影していた「MEAN 遥かなる歌」と「VOID」の実写音楽PVがクランクアップ。コミックマーケット78にてDVD及びサウンドトラックが配布された。
2010年7月25日 - 村枝賢一が当時在住していた江古田にてこの日に行なわれたイベントを皮切りに、Project ENJINが主催するHXLキャラクターによる地域密着型のヒーローショーが不定期で開催された。
2010年12月30日 - コミックマーケット79にて『ヒーロークロスライン アフターミッション』の最終巻となる05が配布。後継誌を予定している事が05と同時発行された04にて発表されたが、配布時期は現在未定となっている。
2011年6月18日 - 四谷天窓にて『ラジオ劇場HXLアワー』のイベント『HXLアワー トークライブ』が開催され、声優陣やスタッフが出演した。
2012年4月1日 - そうさく畑66にてHXLの原画展と参加作家である岡崎つぐおのサイン会が行なわれ、新作「プリマスII」の制作を発表。
2012年5月1日 - イーブックイニシアティブジャパンが運営する電子書籍配信サイトeBookJapanにて、既刊単行本の電子書籍版が順次配信開始。価格は従来より下げられた上に、作品によっては後述の各同人誌に記載された漫画やイラスト等も収録されている。
2012年5月15日 - 上記した電子書籍配信サイトeBookJapan内にて独占配信されているウェブコミック誌『KATANA』第53号より新作漫画・小説が連載開始。このほか、「ALCBANE」と「レイズマン・ゼロ」も第1話からの再録連載が開始されている。
2015年1月17日 - ベルサール秋葉原にて行なわれたイベント・アキバ大好き!祭りの一環として岡崎つぐお、七月鏡一、たかしげ宙による作家トークショーが開催。馬場民雄も観客席から参加した。
2015年1月24日 - 原画展が2月15日まで阿佐ヶ谷アニメストリート内の店舗である阿佐ヶ谷駐屯地にて開催。1月31日には作家トークショーも実施された。
2015年7月21日 - HXL参加作家13名による合作漫画「NEOCROSS トリアプロクス編」が、『KATANA』2015年8月号より連載開始。
2016年6月21日 - 『KATANA』にて連載されていた合作漫画「NEOCROSS トリアプロクス編」が、オンデマンド印刷による紙書籍および電子書籍として発売。
2016年10月4日 - 絶版作品の無料配信サイト・マンガ図書館Zにて、ほぼ全作品の順次配信が開始。配信内容は同人誌や『KATANA』に掲載された作品も含まれている。

## 作品一覧
- デフォルトでの表示順は発表順。
- 作者名は単行本に記載のある人物のみ記載する。
- 2016年10月現在。

|  | 連載中 |

|    | 作品名                                  | 作者（作画）                                                      | 原作者など               | 掲載誌                                  | 開始                        | 終了                     | 注記                                                          |
| -- | --------------------------------------- | ----------------------------------------------------------------- | ------------------------ | --------------------------------------- | --------------------------- | ------------------------ | ------------------------------------------------------------- |
| 01 | ジエンド 炎人 The last hero comes alive | 村枝賢一                                                          | －                       | ヒーロークロスライン                    | 2007年10月31日              | 2009年3月11日            | 第2部が『マガジンSPECIAL』で連載                              |
| 02 | プリマス A PLOT OF NIGHTMARE            | 岡崎つぐお                                                        | －                       | ヒーロークロスライン                    | 2007年10月31日              | 2009年4月1日             | 第2部が『KATANA』で連載                                       |
| 03 | クランド                                | 松本レオ（漫画）                                                  | たかしげ宙（原作）       | ヒーロークロスライン                    | 2007年10月31日              | 2009年1月21日            |                                                               |
| 04 | 火星のココロ Beautiful Little Garden    | 馬場民雄                                                          | －                       | ヒーロークロスライン                    | 2007年10月31日              | 2008年6月25日            | 第2部が『KATANA』で連載                                       |
| 05 | 亡装遺体ネクロマン                      | 松本久志                                                          | －                       | ヒーロークロスライン                    | 2007年10月31日              | 2008年8月6日             |                                                               |
| 06 | ギャラクティックマンション              | なかにしえいじ                                                    | －                       | ヒーロークロスライン                    | 2007年10月31日              | 2009年3月11日            |                                                               |
| 07 | MEAN 遥かなる歌                         | 栗原一実（漫画）                                                  | 長谷川裕一（原作）       | ヒーロークロスライン                    | 2007年10月31日              | 2009年3月11日            | クリーチャーデザイン：矢野マサキ                              |
| 08 | DARK QUEEN                              | 松原あきら                                                        | －                       | ヒーロークロスライン                    | 2007年10月31日              | 2008年11月19日           |                                                               |
| 09 | 家族戦隊ノック5                         | 能田達規                                                          | －                       | ヒーロークロスライン                    | 2007年12月19日              | 2008年5月14日            |                                                               |
| 10 | ALCBANE                                 | 衣谷遊（漫画）                                                    | たかしげ宙（原作）       | ヒーロークロスライン                    | 2007年12月26日              | 2009年3月4日             | メカデザイン：福地仁                                          |
| 11 | ウサ探                                  | 御童カズヒコ                                                      | －                       | ヒーロークロスライン                    | 2008年1月9日                | 2008年11月5日            | 第2部が『KATANA』で連載                                       |
| 12 | レイズマン・ゼロ                        | 出月こーじ                                                        | －                       | ヒーロークロスライン                    | 2008年1月16日               | 2009年1月21日            |                                                               |
| 13 | 童子装甲BEE                             | おとといきたろう                                                  | －                       | ヒーロークロスライン                    | 2008年1月23日               | 2009年3月11日            |                                                               |
| 14 | 青の橘花                                | 高田慎一郎                                                        | －                       | ヒーロークロスライン                    | 2008年4月9日                | 2009年2月18日            |                                                               |
| 15 | スタジオ秘密基地劇場                    | 長谷川裕一とスタジオ秘密基地 （有賀悠羽揮、花笠比郎、榊蒼十郎他） | －                       | ヒーロークロスライン                    | 2008年5月21日               | 2009年3月4日             |                                                               |
| 16 | テンシマン                              | 長谷川裕一、有賀悠羽揮                                            | －                       | ヒーロークロスライン                    | －                          | －                       |                                                               |
| 17 | レクイエム・ランナー                    | 長谷川裕一、榊蒼十郎                                              | －                       | ヒーロークロスライン                    | －                          | －                       |                                                               |
| 18 | セイル                                  | 夢来鳥ねむ（漫画）                                                | 有里紅良（原作）         | ヒーロークロスライン                    | 2008年6月11日               | 2009年3月25日            | コンセプトデザイン：結城信輝                                  |
| 19 | ひろよん                                | 椎名かつゆき                                                      | －                       | ヒーロークロスライン                    | 2008年7月9日                | 2009年3月4日             |                                                               |
| 20 | VOID                                    | 李成圭（漫画）                                                    | 七月鏡一（原作）         | 月刊マガジンZ、 ヒーロークロスライン    | 2008年12月号 2008年11月12日 | 2009年3月号 2009年4月1日 | VOIDデザイン：福地仁                                          |
| 21 | アクセルレックス                        | おおのじゅんじ                                                    | －                       | ヒーロークロスライン                    | 2008年11月5日               | 2009年3月4日             |                                                               |
| 22 | 銀河ロイドコスモX                       | 細雪純（漫画）                                                    | 関智一（原作）           | ヒーロークロスライン                    | 2008年11月5日               | 2009年3月25日            | クロスダイバーデザイン：早瀬マサト スーパーバイザー：尾上一等 |
| 23 | BOOTSの山田さん                         | 山下てつお                                                        | －                       | ヒーロークロスライン                    | 2008年11月12日              | 2009年4月1日             |                                                               |
| 24 | シンソウガクシャ                        | 広石匡司                                                          | －                       | ヒーロークロスライン                    | 2008年11月19日              | 2009年3月25日            |                                                               |
| 25 | The last hero comes alive Z-END         | 村枝賢一                                                          | －                       | マガジンSPECIAL                         | 2009年No.9                  | 2010年No.6               |                                                               |
| 26 | 漢たちの野望                            | Dr.モロー                                                         | －                       | ヒーロークロスライン アフターミッション | 01                          | 04                       | 今後新作が描かれるかは不明                                    |
| 27 | ニードルアイ                            | 大沼弘幸（脚本） 村枝賢一（原案・イラスト）                       | 新井リュウジ（原作）     | ラジオ劇場HXLアワー                     | 2010年3月29日               | 2011年6月15日            | ラジオドラマ作品 小説版が『KATANA』で連載                     |
| 28 | プリマスII                              | 岡崎つぐお                                                        | －                       | KATANA                                  | 第53号                      | 第55号                   | 第1話終了扱い 第56号に読み切り掲載                            |
| 29 | 火星のココロ Hero come to Mars.         | 馬場民雄                                                          | －                       | KATANA                                  | 第53号                      | 2015年6月号              | [ 注 12 ]                                                     |
| 30 | ニードルアイ                            | 新井リュウジ（文章）                                              | 村枝賢一（原案・挿絵）   | KATANA                                  | 第53号                      | 2013年8月号              | 小説作品                                                      |
| 31 | ウサ探                                  | 御童カズヒコ                                                      | －                       | KATANA                                  | 第57号                      | 2014年5月号              |                                                               |
| 32 | 童子装甲BEE 続編プロローグ              | 岡崎つぐお（作画）                                                | おとといきたろう（原作） | KATANA                                  | 2015年2月号                 | 2015年2月号              | 今のところプロローグのみ                                      |
| 33 | たぎれ!一番星                           | 深紫'72                                                           | －                       | KATANA                                  | 2015年2月号                 | 2015年10月号             | [ 注 13 ]                                                     |
| 34 | NEOCROSS トリアプロクス編               | 合作                                                              | たかしげ宙（脚本）       | KATANA                                  | 2015年8月号                 | 2015年12月号             |                                                               |

### 外伝作品
既存作品を元にした読み切り作品など。
- サンデー×マガジン クロスライン
  - AUSDYN 〜オースダイン〜（村枝賢一）：『週刊少年サンデー』（小学館）2009年32号掲載
  - MINEZAAG 〜マインザーグ〜（村枝賢一）：『週刊少年マガジン』（講談社）2009年32号掲載
- VOID -虚無の帆走-（文章：七月鏡一、挿絵：夢来鳥ねむ）：『SEIRU Perfect Record』（同人誌）掲載、小説作品
- 電波少女怪人レーダちゃん（原作・イラスト：椎名かつゆき、演出・脚本：大沼弘幸）：『ラジオ劇場HXLアワー』2010年1月1日 - 2012年4月1日、ラジオドラマ作品
- PRE=CROSS（たかしげ宙×岡崎つぐお）：『ヒーロークロスライン アフターミッション』（同人誌）02掲載
- Charge（馬場民雄）：『ヒーロークロスライン アフターミッション』（同人誌）03掲載
- 電波少女怪人レーダちゃんR（原作・イラスト：椎名かつゆき、演出・脚本：大沼弘幸）：『アラカルトTV』2012年5月1日 - 配信中、ラジオドラマ作品

### 関連作品
HXL世界やその平行世界を舞台にした作品
- 死がふたりを分かつまで（原作：たかしげ宙、漫画：DOUBLE-S）：『ヤングガンガン』（スクウェア・エニックス）連載

平行世界を舞台としており、エレメンツ・ネットワーク及び台場巽・アルクベインが登場。また、下記の『「暁のイージス」や「JESUS 砂塵航路」を含む七月鏡一作品共通の世界』と同一世界である。
- 暁のイージス AEGIS IN THE DAWN（原作：七月鏡一、漫画：藤原芳秀）：『YSスペシャル』（小学館）連載

エレメンツ・ネットワーク及び蒼ざめた馬 が登場。上記に記述した通り「死がふたりを分かつまで」とも同じ世界であり、エレメンツ・ネットワークの登場は上記クロスオーバー企画の起点となっている。
- JESUS 砂塵航路（原作：七月鏡一、漫画：藤原芳秀）：コミック小学館ブックス内『モバMAN』（小学館）連載

エレメンツ・ネットワーク及び台場巽、更にアルクベインが登場。上記クロスオーバー企画での最初の発表には含まれていなかったものの、イージスシリーズが終了している為、この作品内でクロスオーバーが継続された。
- ACLLA 〜太陽の巫女と空の神兵〜（高田慎一郎）：ケータイ★まんが王国内『コミックYA!』及びYahoo!ブックストア内『コミックマンガ王+YA!』（menue）連載

平行世界を舞台としており、ナユタやDr.ヤコブ・高階など何人かのHXLキャラが登場。作中でHXL作品と同様の演出で、主要登場人物（チャルチ）のノッカーズ化までのプロセスが描かれ、『ノッカーズ』の単語も登場した。関連作品の中で『ノッカーズ』と明言されたのは、この作品のみである。
- 牙の旅商人 〜The Arms Peddler〜（原作：七月鏡一、作画：梟）：『ヤングガンガン』（スクウェア・エニックス）連載中

『増刊ヤングガンガンビッグ』Vol.01に掲載された特別編「剣の夜」にて、主要登場人物（ソーマ）が持つ剣が過去にデミアジウムを混入して作られたことが語られた。平行世界を舞台にしていると思われるが、正式なコメントは出されていない。
- なぞらえ屋シリーズ：『ら・むうん』主催の舞台、及び小説（文章：有里紅良、挿絵：中嶋敦子 〈電撃文庫〉 発行：アスキー・メディアワークス 発売：角川グループパブリッシング）

シリーズ第2弾にあたる舞台「なぞらえ屋 〜不思議底七歌〜」及び小説「なぞらえ屋秘匿文書 桃と鬼の轍」にて、主要登場人物（坂東亮輔）が使用した刀がHXLに関連する刀『死尼神』であった。HXL世界と同一世界なのか平行世界なのかに関しては公式声明が無いが、従来のら・むうん作品群の世界観の下に製作された作品であるためHXL世界とは異なる平行世界である。
- エレメンツ・ネットワーク（原作：たかしげ宙、作画：衣谷遊）：『ヤングガンガン』（スクウェア・エニックス）2016年No.21掲載

「死がふたりを分かつまで」と同一世界で展開される同作品の後日談。しかし内容は台場巽及びアルクベインによるヒーロー漫画であり、衣谷遊が作画担当であることからも雰囲気としては「ALCBANE」に近い。
その他
- 夕焼けハンバーグ（馬場民雄）：『漫画サンデー』（実業之日本社）2009年15号掲載

作品世界でアルクベインが登場するテレビ番組が放送されており、主人公はHXLキャラのフィギュアを大量に所持している。公式ブログでも紹介された。読切作品。
- 新仮面ライダーSPIRITS（原作：石ノ森章太郎、漫画：村枝賢一）：『月刊少年マガジン』（講談社）連載中

2009年8月号掲載の第1話にて、ウサ探が普通のぬいぐるみとして登場。
- マップス ネクストシート（長谷川裕一）：『FlexComixブラッド』（フレックスコミックス）連載

2010年5月12日配信の第40話にて、レクイエム・ランナーの2人（カーマ・プリズムと風華魔矢）が銀河伝承族のプラズマ化された記録の中に登場。

### 離脱作品
- エンゲージ（渡辺瑞樹、メカデザイン協力：おとといきたろう）：『ヒーロークロスライン』2008年1月30日 - 2009年1月7日[注 4]、HXL作品より正式に離脱[注 16]

## サンデー×マガジン クロスライン
『週刊少年サンデー』と『週刊少年マガジン』の創刊50周年を記念して掲載された出版社の垣根を越えての特別企画であり、村枝賢一が描いたZ-END（ジエンド）が主人公の読み切り作品。サンデーに「AUSDYN 〜オースダイン〜」、マガジンに「MINEZAAG 〜マインザーグ〜」というタイトルで掲載された。
同じ日の同じ時間に同じ場所で起こった10人のヒーロー達の戦いを2つの勢力の視点で描いており、登場ヒーロー達はそれぞれの雑誌に現在連載している（および以前していた）漫画家達のデザインを採用している。タイトルロゴデザインはサンデーとマガジンは通常の雑誌のロゴ、×はHXLのX、クロスラインもヒーロークロスラインと同じものを使用し、それぞれを組み合わせている。
2009年7月14日よりウェブコミック誌『クラブサンデー』で、「AUSDYN 〜オースダイン〜」&全参加作家のキャラクター設定画の2ヶ月限定無料配信が行なわれていた。両エピソードおよびデザイン画は、2010年12月17日に発売された単行本『Z-END』第2巻に収録された。

### あらすじ
突如、特殊な能力に目覚めたことで家族、友人、隣人から拒絶されたノッカーズ達は東京の市街地に集い、巨大なスラムを形成していた。しかし巨大過ぎて1つに纏まらずに、東のAUSDYN（オースダイン）、西のMINEZAAG（マインザーグ）という2つの勢力に分かれ、ノッカーズ同士の衝突が絶えなかった。そんな状況の中、ノッカーズに批判的な都知事が一石を投じて波紋を起こす。太陽光発電装置が搭載されたトラックを電力不足に悩むノッカーズ・スラムに10台提供するとテレビで発表したが、10台ではスラム全体の半分の電力を賄うのが精一杯だとも報じられた。

### 登場人物
ジエンド（Z-END）
凄まじいパワーを誇る炎のノッカーズで最強の存在とされている。一方で万が一、能力の制御が効かなくなった時のことを考え、最悪の存在ともされている。正体は明 超次（あかり ちょうじ）という青少年で猟犬亭という店で料理人をしており、付近ではちょっとした顔役的な存在となっている。猟犬亭に行けばジエンドに会えるという噂が広まっているが、自分の正体は基本的に伏せている。作る料理の味付けはかなりしょっぱい。
以前からの村枝賢一デザインのヒーローで、マインザーグ側として扱われている。基本のキャラクター設定は「ジエンド」を参照。
亀甲マン（きっこう‐）
鞭と縄を操り戦うSM趣味のノッカーズ。正義の変態と呼ばれている。マインザーグ側。マスクには『甲』の一文字があしらわれている上に胴体は亀甲縛りでキツく締められており、この世の緩みを締め直すことをポリシーとしている。その正体は猟犬亭の常連客で立派な口ひげを生やしたダンディーな中年男性。オースダイン側のミス・サンデーと戦うが実は彼女とは夫婦関係（今は別居中）。ハネムーンで海外に行く際、空港の手荷物検査で鞭や蝋燭が見つかりSM趣味がバレたのが別居の原因。懐には常に離婚届を入れている（つまり、まだ出していない）。
加瀬あつしがデザインしたノッカーズ。
ガイダブル（GUIDABLE）
通称8つの腕と265のギヤを持つ男。マインザーグ側。常にタバコを吸っている。“ウインチアーム”や“グラップラーアーム”などの特殊アームを使って戦い、大きな三輪バイクに乗って移動する。実はノッカーズではなく、BOOTSと同じ様に強化スーツに身を包んだ普通人（ノーマル）の教師。ノーマルでありながら戦う理由は、揉め事は無視できない性分だからであり、熱く男らしい性格。しかし、常に体を張って揉め事を収めているのでその体は傷だらけ。それでも自分の主義は変えずに戦い続けている。教師が嫌いなオースダイン側の男義丸と戦う。亀甲マンのことは「ダンナ」と呼び仲良くしている。
藤沢とおるがデザインしたヒーロー。
ナイトライダー（Knight Rider）
薙刀を持ったケンタウロスのような姿をした、幽霊のノッカーズ。マインザーグ側。非常に無口、馬のぬいぐるみを常に持っている。その正体は山火事で愛馬と共に死亡した少年の霊。幽霊なのでカメラの画面には映らない。薙刀で斬った対象の時間を進めて老化および崩壊させる能力を持っており、刻（とき）の処刑人と呼ばれている。オースダイン側のフィードバック・ジョーと戦う。
小林尽がデザインしたヒーロー。
スワローテール
自由に空を飛ぶ女性ノッカーズ。正体は女子高生・嵐山 椿女（あらしやま つばめ）で嵐山都知事の孫娘。ノッカーズであることは伏せている。祖父がスラムのノッカーズ達に危害を加えようとするのを知って、ジエンドに助けを求めてきた。ノッカーズを忌み嫌う祖父に失望している。戦闘では後頭部にあるツバメの尾のような二本の帯状の飾りを鞭のように操る。自分でも祖父の悪意を止めようとして祖父のそばにいるOBIと戦う。
大暮維人がデザインしたヒーロー。
ボルガノン
ジエンドの抑止力として生み出された人工ノッカーズ。その正体はBOOTS隊員の華山 断（かざん だん）巡査であり、BOOTSが保管していたジエンドの肉体の切り取られた一部を使って改造された。改造された後は封印されていたが、嵐山都知事の策略により、スラムに提供されることになっていたトラックの中に入れられていた。エネルギー制御が不安定な状態でジエンドと戦う。
ノッカーズとなった兄が知事を襲った負い目からボルガノンへの改造を受けざるを得なくなった。
島本和彦がデザインしたヒーロー。
ミス・サンデー（Ms.SUNDAY）
かつてサンデーに連載されていた『うる星やつら』のラムの熱烈な信奉者。オースダイン側。妖艶な感じを漂わせるスタイルの良い女性ノッカーズで、戦闘では“ダーリンパニッシュメント”という雷で攻撃する電撃の夜叉。そのマスクにはよく見ると『萌』と書いてある。マインザーグ側の亀甲マンと交戦するが彼とは夫婦関係にある。しかし今は別居中であり、攻撃には容赦が無い（だが、左手の薬指には結婚指輪をはめっ放し）。
椎名高志がデザインしたヒーロー。設定画には「最近の萌キャラは脆弱なり!」「貴様もダーリンにしてやろうかァ!」といった決め台詞が書かれている。
男義丸（おとこぎまる）
数々の勇敢な男達の熱い魂を受け継いできた学ランの名前であり、その学ランを着ることで変身するノッカーズの名前でもある。オースダイン側。大勢の学生服姿の男達を舎弟にしている。その正体は元苛められっ子の小柄な少年であり、自分が苛められていたのを見て見ぬふりをしていた“教師”という存在を憎んでいる。その為、教師をしているマインザーグ側のガイダブルと戦う。学ラン自体に意思があり、装着者が相手の不調を喜んだりするなど、男らしくないことを考えた場合はそれを察知して変身が強制解除される。袖口から空気を取り込み、ジェット噴射でパンチの勢いを増した“怒りと根性の鉄拳制裁”を得意技としている。
皆川亮二がデザインしたヒーロー。設定画には、男の熱い魂でバーニアに点火して拳から高熱を発する能力と、その能力を発動した状態で相手の胸座を掴み、ゼロ距離で拳を爆発させる技・灼熱の胸座が描かれている。
フィードバック・ジョー
魔法使いとピエロと大道芸人が混ざったような姿をした、時空の魔術師と呼ばれるノッカーズ。オースダイン側。その正体は優しい微笑みが特徴的な教会の神父「ジョー・カイロス」。変身後は五感が不安定になるためにパントマイムで意思の疎通を図る。両手の甲にある水晶体から時空転戻砲（じくうてんれいほう）“ファイナライズ・リターン”を放つ。撃った対象の時間を巻き戻して復元する。マインザーグ側のナイトライダーと戦う。実は前から悪霊と化していたナイトライダーを救うために探しており、交戦した際に彼の時間を自分の能力で悪霊となる前まで巻き戻した。戦いが終わった後は、エネルギーの暴走で核爆発を起こしかけていたボルガノンを再び眠りに就かせるために、彼の時間を最後の能力の“ファイナライズ・ポーズ”で停止させた。
藤田和日郎がデザインしたヒーロー。
OBI（オビ）
嵐山都知事の警護役。ヘリに乗って報道リポーターさながらノッカーズ同士の戦いを実況していたが、コントローラーを持つ人間には逆らえない。全身が鋼鉄のように硬いので防御力が高く、ちょっとした爆発程度ならノーダメージ。武道の胴着を着ると、その武道のエキスパートになる能力を持っており（例として、柔道着を着るだけで超一流の柔道家になる）、攻撃ではその能力を利用する。嵐山都知事を止めに来たスワローテールと戦う。
河合克敏がデザインしたヒーロー。
嵐山（あらしやま）
作中の都知事で、椿女の祖父。ノッカーズの存在を忌み嫌っている。最強であり最悪でもあるジエンドをノッカーズ・スラムごと消滅させようと企み、太陽光発電装置搭載のトラックを餌にオースダインとマインザーグの戦いを煽り、ボルガノンをスラム内に投入させた。しかし、ボルガノンの暴走で放出されるエネルギーはスラムどころか首都圏全域を消し飛ばしてしまうレベルとなっていた。最終的には孫娘がノッカーズになったことを知り、自分の行為を悔い改めた。
下記の二人は作者の村枝賢一と同様に、サンデーとマガジンの両方で執筆経験のある久米田康治による作品からの特別ゲスト。
BC（バイオケミカル）
椿女の腰巾着的な存在で、ガスマスクを被りガスを周囲に撒き散らす（その姿は大暮維人のデザイン）。その正体は「かってに改蔵」のメインキャラクター坪内 地丹（つぼうち ちたん）。自分がピンチになると保身を最優先にする姑息さは健在。戦いが終わった後は猟犬亭の料理のしょっぱい味付けがクセになり、バイトを始めた。サンデーキャラクターだが、マガジン掲載の「MINEZAAG 〜マインザーグ〜」に登場。そのため、©久米田康治と表示されている。
糸色 望（いとしき のぞむ）
「さよなら絶望先生」の主人公。ミス・サンデーのファンという設定で、彼女が独身ではないと知った際は「絶望した!」と、お決まりの台詞を言った。本作ではノッカーズであり、変身すると目が増える。マガジンキャラクターだが、サンデー掲載の「AUSDYN 〜オースダイン〜」に登場。そのため、©久米田康治と表示されている。

### 両作品共通スタッフ
作：村枝賢一
SPECIAL THANKS デザイン協力
【SUNDAY TEAM】島本和彦・椎名高志・藤田和日郎・河合克敏・皆川亮二
【MAGAZINE TEAM】加瀬あつし・藤沢とおる・大暮維人・小林尽・村枝賢一
©久米田康治 ※既存のキャラクターを使用

## 作品共通の世界観
20世紀末、オルタレイション・バーストと呼ばれる謎の時空変動が発生、一部の人間は突如として不可思議な力を手に入れたが、その多くが己の欲望のままに異常な犯罪を繰り返す“ノッカーズ”と呼ばれる“現代のモンスター”と化した。一般の警察では手に負えない彼らに対し、当局は対異能者特殊部隊BOOTS（ブーツ）を結成、対応に追われている。また一方、ノッカーズ同様に異能の力を手に入れながら、それを他者を救い守る、あるいは別の理由によりノッカーズを狩るためだけに行使する者も居る。この企画は、この様な世界観のもと、人々に害を為すノッカーズや困難に立ち向かう多様な形のヒーロー物語を集めた作品集である。

### 作品共通の用語
ノッカーズ
本誌全作品共通の存在で、オルタレイション・バースト以降、異能の力を持った者たちを指す。呼称の由来は英語で“Knockers”、即ち異界の扉を叩いた者の意味であり、（非道の限りを尽くす彼らに対し、最早や人間ではないとして）決別の意味を込めて民衆により名づけられたもの。彼らは普段、人間の姿で生活しているが、その多くが任意に固有の異形姿へと変貌して能力を行使し、その状態では警察で使用される程度の銃器などが通用しないものも少なくない。彼らは東京都心部から出現し始め、徐々に活動域を拡大しつつあり、殊にBOOTSの影響力が及びにくい首都圏郊外の治安が悪化しつつある。ちなみに彼らの呼称に対して、能力を持たない一般の人々をノーマル（表記は“人間”）と呼ぶ。
ノッカーズは大きく分けて能力や身元などが判明している『登録ノッカーズ 』と身元を隠して活動する『未登録ノッカーズ』に分かれる。作中に登場する犯罪者のみならず、ヒーローもその多くは未登録ノッカーズである。
彼らの能力は「本人が意図して手に入れたものではない」という点は全作品に共通するが、その経緯については、異世界からやってきた“何者か”に与えられた、もしくは突然“覚醒”（バースト）した、と大きく分けて2つの理由付けが見られる。異世界からやってきた“何者か”についても、その姿が描かれる作品とそうでない作品とに分かれる。また、能力の内容についても「本人の願望に応じた能力」という設定は共通だが、特定の能力に秀でる超能力的に描かれる作品と、およそあらゆることを実現してしまう魔法的に描写される作品とに分かれる。なお、一部作品に共通して描かれる設定として、生物としての身体を持たないノッカーズ は、生きた人間の身体を媒介にして能力を発揮する。
ノッカーズスラム
2009年に都内で起きた大規模火災 によってインフラが破壊された区域に、社会からはじき出されたノッカーズが集まった事で形成された貧民街。大小幾つかのグループが存在するが、大きく分けて東側の「AUSDYN（オースダイン）」、西側の「MINEZAAG（マインザーグ）」がある。
BOOTS（ブーツ）
Blitz Order Of the NPA Toward Shadow（警視庁犯罪能力者対策機構）の略で、例外 は見られるものの、概ね日本の警視庁に属する犯罪能力者対策部隊である。2000年に設立計画が立案、2001年に発足した。盾型に履物のブーツをあしらった紋章を着け、作品により描き方に差異が見られるが、隊員の多くが全身黒ずくめで顔を隠すヘルメットを被っており、ブースターと呼ばれる特殊装備などを駆使して強圧的にノッカーズを攻撃、検挙する組織として描かれている。
ブースター（BOOSTER）
BOOTSが装備する、対犯罪能力者用武装システム（特殊装備）。作品により形状や細かい描写は異なるが、概ね装着者の身体を覆い、攻撃・防御能力を向上させる、一種の強化服として描かれている。BOOTSは当初、能力犯罪を武器使用による凶悪犯罪と同等と看做して大型銃器による強攻策を用いていたが、軽犯罪者すら射殺するなど人権団体の非難を浴び、一方でそれら火器が通用しないノッカーズ犯罪者が逃走する事態も多発した。こうした背景から、新たな特殊物質「デミアジウム」を用いてブースターが開発され、2002年に初めて実戦配備された。これによりBOOTSは、不要な犠牲を避け、より確実にノッカーズ犯罪者を制圧する力を得たが、装備者に負担を要求する上に絶対数が不足しているなど課題も多い。一機造るのに少なくとも“10億”は掛かるほど高価な為、各地方支部には精々一〜二機程度しか配備されていない。その為最大保有数を誇る本部付のブースター使いは「出張」も多い。
ブースターの実用化によってそれ以前の最新技術が流出しており、「ガイダブル」や「鉄仮面フウ」など民間人どころか中学生がパワーアシストシステムを手に入れて武装する事態にも陥っている。
初期型
2002年から採用された最初のブースター。非常に大きいプロテクター型で運用するにもトレーラー型の専用車両が必要など使い勝手は悪いが、装甲とパワーは後の『新型』より上である。
新型
2000年代後半から（「Z-END」によれば2008年に採用された物が「8式」と呼ばれる）採用されており、トランク型ケースに収まるサイズと5kgを切る軽量さが特徴。HXL各作品で最も登場しているタイプである。「ブースト」のワードで起動し、全身を繊維状のスーツが覆い使用者ごとに異なるデザインのプロテクターが装着される。基礎的な能力の向上に加えて背部パーツに蓄えたエネルギーを開放し、武装強化・攻撃を行う『ガルバニック・チャージ』が可能。初期型と比べ使い勝手は良くなったが、着用する度に使用者の検査及びブースターの調整も必要という難点がある。
特化型
2010年代後半、凶悪化・巧妙化の一途をたどるノッカーズ犯罪に対処する為に開発された新型ブースター。人間ではなく「ノッカーズの力をブーストする」と言う発想のもとに製作され、2019年に試作型が完成した。
自律型
幾つかの作品に登場するBOOTS謹製の物を上回る性能と独自の意志を持つ高度なAIを備えたブースター。「セイル」のキディや「童子装甲BEE」のBEE、「VOID」のネバーモアなどが登場した。
オルタレス・ギア（変動抑制具）
ノッカーズに装着させる事で能力を抑え込む効果を持つ道具。外見は中高生が通学用自転車で使うヘルメットに似た形で、作動中はチクチクと痛みを感じる状態になって集中できない。逮捕・拘留中のノッカーズには装着が規定されている。
オルタレイション・バースト
能力者集団発生現象とも表現され、一斉に“ノッカーズ”が発生した現象。多くのノッカーズはこの時に能力を持ったが、「武士神」や「プロメテウス」などこの時より以前から存在する者も存在し、以降も散発的に新たな能力者が出現している。作品中に共通する学説では、ノッカーズとは幾つもの平行世界（多世界）を同時に認識しそれらの“可能性”の中から自らが望む要素を量子レベルで（即ち一般物理法則を無視できる形で）抽出して具現化できる存在であり、オルタレイション・バーストは何らかの理由で多くの人々が一斉に多世界を認識した現象と考えられている。この現象が起きたのは1999年9月26日 で、一部作品には平行世界に存在する2つの地球が衝突する様子や、頭上から逆さまに落下する都市を登場人物が目撃する様子が様々な作品で描かれている。また、各作品単行本の巻頭か巻末には、この現象を含めた作品世界の年表が掲載され、各作品の時系列的関連性を見ることができる。
デミアジウム
量子変動を起こし「不確定な可能性」を引き寄せる効果があるという特殊物質。「万能物質」とも呼ばれ、ブースターのブラックボックスに使用されているほか、ノッカーズの脳内にも存在し能力の根源ともなっている。

## 同人誌
HXL参加作家である馬場民雄が中心となり、他のHXL参加作家が寄稿する形で製作。同人誌即売会（主にCOMITIAとコミックマーケット）に同人サークル『ヒーロークロスライン』として参加し配布したり、HXL参加作家の個人サークルでも再配布されている。これらの同人誌には「ヒーロークロスライン（HXL）を、もっとたくさんの人に知ってもらいたい!」という願いが込められている。

### ヒーロークロスライン アフターミッション
HXL参加作家による第一期作品の続き漫画をコンセプトに掲げた同人誌。全作品読み切り形式であり、コミックマーケットが開催される毎に配布されていた。なお、この本自体がHXLのプレゼンテーションやプロモーションになる役割も担っている。HXLの公式同人誌であり、掲載作品の内容は公式設定（年表）にも組み込まれる。
詳細は『ヒーロークロスライン アフターミッション』を参照。

### HXL非公式同人誌
以下の同人誌はHXL参加作家が個人で発行しているものであり、HXLの公式同人誌という扱いにはなっておらず掲載作品の内容は公式設定（年表）にも組み込まれない事が多い。ほとんどの本は主にイラストで構成されている。

#### 合同誌
特記のない限り、馬場民雄の個人サークルである『TAMIC』からの発行。現在「SEIRU Perfect Record」のみ『ら・むうん』のウェブサイトにて通信販売が行なわれている。その他の本は過去にHXL公式ブログ（後述）での通販を行なっていた。
| 誌名                                                           | 初配布イベント       | 体裁         | 判型 | 備考 |
| -------------------------------------------------------------- | -------------------- | ------------ | ---- | --- |
| HXL APPENDIX ヒーロークロスラインおまけ本                      | コミックマーケット74 | オフセット本 | B5判 | COMITIA84にて発行された本（コピー本、A5判）に作者を追加した完成版                                                    |
| HXL APPENDIX 2 ヒーロークロスラインおまけ本 2                  | COMITIA86            | オフセット本 | B5判 | |
| HXL APPENDIX 3 ヒーロークロスラインおまけ本 3                  | COMITIA88            | オフセット本 | B5判 | COMITIA87にて発行された本（コピー本、A5判）に作者を追加した完成版                                                    |
| HXL APPENDIX 4 ヒーロークロスラインおまけ本 4                  | コミックマーケット76 | コピー本     | A5判 | |
| オンちゃんの大冒険                                             | コミックマーケット76 | オフセット本 | B5判 | リレー漫画 C74にて発行された本（オフセット本、B5判）に作者を追加した完成版                                           |
| ノックママ危機一髪                                             | コミックマーケット76 | オフセット本 | B5判 | リレー漫画 C74にて発行された本（オフセット本、B5判）に作者を追加した完成版                                           |
| SEIRU Perfect Record                                           | コミックマーケット76 | オフセット本 | B5判 | 有里紅良と夢来鳥ねむの個人サークル『ら・むうん』からの発行 HXL未参加の、火賀静夢、鴨嘴博士、後原克美、中嶋敦子が参加 |
| ヒーロークロスライン シャッフル キャラクター名鑑＜ヒーロー編＞ | COMITIA90            | オフセット本 | A5判 | 各HXL参加作家が自作品以外のキャラクターを描いて寄稿したもの                                                          |

この他、『ら・むうん』が定期発行する『月の音 〜Moon Echo〜』のVol.10より「セイル」を中心としたHXL関連のページが存在する。

#### 個人誌
ほとんどがHXL参加作家が個人で制作し発行したもの。
| 誌名                                                   | 初配布イベント        | 体裁               | 判型 | 備考 |
| ------------------------------------------------------ | --------------------- | ------------------ | ---- | --- |
| AXEL REX DRAWING                                       | COMITIA87             | オフセット本       | B5判 | おおのじゅんじの個人サークル『Studio23』からの発行                                                      |
| COFFEE BREAK                                           | COMITIA90             | オフセット中綴じ本 | B5判 | おおのじゅんじの個人サークル『COFFEE REX』からの発行                                                    |
| MEAN遥かなる歌 設定資料集                              | コミックシティ大阪79  | オフセット本       | B5判 | 栗原一実が中心となって編集 単行本に記載の無い宮崎真一によるイラストも収録                               |
| ムラエダケンイチラクガキノート黄                       | コミックマーケット78  | オフセット本       | B5判 | 村枝賢一によるHXL関係のラフイラストを収録                                                               |
| ムラエダケンイチフルカラーノート                       | コミックマーケット79  | オフセット本       | A4判 | 村枝賢一によるHXL関係中心のフルカラーイラストで構成                                                     |
| ヒーロークロスライン アクションライブ                  | 江古田ナイトバザール  | オフセット中綴じ本 | A5判 | アクション集団『project ENJIN』からの発行 スーツを用いた写真と馬場民雄による漫画の合作                  |
| Beschleu                                               | COMITIA95             | オフセット中綴じ本 | B5判 | おおのじゅんじの個人サークル『COFFEE REX』からの発行                                                    |
| HXLIVE ヒーロークロスライブ                            | コミックマーケット80  | オフセット本       | B5判 | 馬場民雄の個人サークル『TAMIC』からの発行 深紫'72による漫画と、村枝賢一と深紫'72の対談も収録            |
| wuzup                                                  | コミックマーケット80  | オフセット中綴じ本 | B5判 | おおのじゅんじの個人サークル『COFFEE REX』からの発行 馬場民雄との合作                                   |
| WEBラジオ劇場HXLアワー 「火星のココロ」投稿4コマ総集編 | コミックマーケット80  | オフセット中綴じ本 | A5判 | 馬場民雄の個人サークル『TAMIC』からの発行 後述の『ラジオ劇場HXLアワー』に掲載の4コマを収録              |
| 火星のココロ 地球博物館                                | こみっく★トレジャー18 | オフセット中綴じ本 | A5判 | 馬場民雄の個人サークル『TAMIC』からの発行 pixivフェスタ第4回にて展示された漫画を収録                    |
| ひろよん2                                              | コミックマーケット81  | オフセット本       | B5判 | 椎名かつゆきの個人サークル『毒電波発信基地』からの発行 松原あきら、有賀悠羽揮、馬場民雄による漫画も収録 |
| HXLIVE ヒーロークロスライブ 1208                       | コミックマーケット82  | オフセット本       | B5判 | 馬場民雄の個人サークル『TAMIC』からの発行 『KATANA』版「火星のココロ」を第3話まで収録                   |
| HXLIVE ヒーロークロスライブ 1308                       | コミックマーケット84  | オフセット本       | B5判 | 馬場民雄の個人サークル『TAMIC』からの発行 『KATANA』版「火星のココロ」を第6話まで収録                   |
| HXLIVE ヒーロークロスライブ 1408                       | コミックマーケット86  | オフセット本       | B5判 | 馬場民雄の個人サークル『TAMIC』からの発行 『KATANA』版「火星のココロ」を第8話までと「Charge」を収録     |
| HXLIVE ヒーロークロスライブ 1409                       | コミックマーケット86  | オフセット本       | B5判 | 馬場民雄の個人サークル『TAMIC』からの発行 『KATANA』版「火星のココロ」を第11話まで収録                  |
| 火星のココロ EXTRA 01                                  | コミックマーケット90  | オフセット本       | A5判 | 馬場民雄の個人サークル『TAMIC』からの発行 フェイスブックにて発表された漫画を収録                        |
| 火星のココロ EXTRA 02                                  | COMITIA122            | オフセット本       | A5判 | 馬場民雄の個人サークル『TAMIC』からの発行 フェイスブックにて発表された漫画を収録                        |
| 火星のココロ EXTRA 03                                  | COMITIA125            | オフセット本       | A5判 | 馬場民雄の個人サークル『TAMIC』からの発行 フェイスブックにて発表された漫画を収録                        |
| MEAN 遥かなる歌 完結編                                 | コミックマーケット96  | オフセット本       | B6判 | 長谷川裕一の個人サークル『スタジオ秘密基地』からの発行                                                  |

### 公式ガイドブック
ヒーロークロスライン アーカイブ HXL ARCHIVE
ドラマCDの発売に合わせて全国のアニメイト、ゲーマーズ、アニブロゲーマーズにて独占販売。アニメイトグループの傘下、ムービックより2009年3月25日に発売（BHQ発行）。B5判、オフセット本、全56ページ。初回特典：ヒーローカード。
通常の流通ではなく同人誌と同じ扱いになっているのでISBNコードが記載されておらず、通常の本より入手が難しい。そのため前述の非公式同人誌と同じく、HXL参加作家の馬場民雄が編集をしている関係で同人誌即売会でも配布されている。また『ラジオ劇場HXLアワー』での通信販売も行なわれている。

## メディア展開

### ラジオ劇場HXLアワー
小説家新井リュウジが総合プロデューサーを務める、HXLの公式インターネットラジオ局。2010年1月1日配信開始。「ジエンド」の登場人物である千練勇気を主人公にしたラジオドラマ「ニードルアイ」も配信されている。
詳細は『ラジオ劇場HXLアワー』を参照。

### ドラマCD
銀河ロイド コスモX IN ヒーロークロスライン ドラマCD
```
MACZ-0004 発売/販売:ムービック 販売協力:
ジェネオン エンタテインメント
[
17
]
 株式会社 2009年
3月25日
発売。
```

スタッフ
- 原作：関智一
- 漫画：細雪純
- 企画監修：村枝賢一/The Boots Headquarters
- 脚本：たかしげ宙
- 脚本監修：関智一
- インクィジターデザイン：福地仁

キャスト
- 十文字宙(コスモX)=関智一
- 石井篤=小林由美子
- ジエンド(明超次)：高木渉
- 明真澄：勝生真沙子
- 高階隊長：石塚運昇
- 武士神：中井和哉
- 千練勇気：沢城みゆき
- アルクベイン(台場巽)/SPARC：杉田智和
- 三ノ輪涼子：長沢美樹

- ウサ探：若本規夫
- 山田一郎：小野友樹
- レイズマン(鳴神是路)：高野慎平
- MEAN(日暮夏鳴)：堀江由衣
- ネクロマン(大散寺語)：神谷浩史
- ダイモン：小西克幸
- インクィジター(SEIAC)：川原慶久
- ネクス：森川智之

#### ラジオドラマ
上記のドラマCDのプロトタイプ的作品。ドラマCDにはこのラジオドラマ版ではぼかされていたコスモXと本物の十文字宙と出会いと、自らが十文字宙を名乗る事になった顛末 を追加し、ドラマCD版の声優で再収録、SE等の演出を変更、主題歌のカットをしたものがプロローグとして収録された。そのためこのラジオドラマのバージョンはCDには収録されていない。
銀河ロイドコスモX IN ヒーロークロスライン ヒーロークロスラインにクロスせよ!
※2008年9月7日の智一・美樹のラジオビッグバン内にて放送
スタッフ
- 原作：関智一
- 脚本：たかしげ宙
- 主題歌：「戦え! 銀河ロイド コスモX」（作詞、歌：関智一 / 作曲、編曲：渡辺宙明）

キャスト（ドラマCD版との差分のみ記述）
- ネクロマン：松井謙典
- 犯罪ノッカーズ：川原慶久

### DVD
女ドラゴン☆さやか!スーパーヒーロー大集合!!
2008年11月19日発売。
関智一が座長を務める『劇団ヘロヘロQカムパニー』の舞台のDVD。コスモX、クロスダイバーの他ジエンド、アルクベインが客演。『劇団ヘロヘロQカムパニー』の通信販売ページで販売されている。
HXL MUSIC PROMOTION MOVIE MEAN&VOID
2010年8月13日配布。
HXL参加作家である有里紅良と夢来鳥ねむが所属する創作集団『ら・むうん』が撮影していた「MEAN 遥かなる歌」と「VOID」の実写音楽PVを収録したDVD。コミックマーケット78にて初配布され、『ら・むうん』のホームページにおいても通販されている。
ニードルアイ/電波少女怪人レーダちゃん
1. 2010年8月13日配布。
2. 2010年12月29日発売。

前述の『ラジオ劇場HXLアワー』にて配信されている「ニードルアイ」と「電波少女怪人レーダちゃん」を収録。各作品の収録話数は該当記事を参照。コミックマーケット78にて初配布され、『ラジオ劇場HXLアワー』のホームページにおいても通販されている。

### スーツ（着ぐるみ）
販促用であり、ヒーローショー・単行本帯・雑誌スチルなどで使用されている。スカルジャックと武士神以外の造形は品田冬樹。なお、制作費は各キャラクターの作者の自腹である。
- ジエンド
- アルクベイン
- ネクロマン
- コスモX[注 26]
- クロスダイバー[注 26]
- スカルジャック[注 27]
- 武士神[注 28]

マスク
『ら・むうん』が撮影した実写音楽PVのために制作された。造形は若狭新一が担当。
- ヴォイド

### バイク
ギャングパーツ 製作の実物大改造バイク。雑誌スチルに使用されたりレースに出場したりしている。また漫画内に登場するこれらのバイクは、この実物大の物が元になっている。
- BOOTS専用白バイ
- ジエンド専用バイク

### 音楽
- オルタレイション・バースト
- ヒーロークロスラインのテーマ
  - 共にザ☆カインズの貴日ワタリ制作。公式配布中。HXLの宣伝用楽曲のため、HXLの宣伝目的の使用や転載は許可されている。

### 映像
- セイル予告PV
- セイルPV2
  - セイルの作者等の公式サイト「ら・むうん畑」で公開されている公式PV。1の音楽は kazuyan 制作の「神人の少女」。
- アルクベイン宣伝PV
  - 福地仁が友人の演出家（金澤洪充）に作ってもらいYouTubeにアップロードした公式PV。音楽は魔王魂。HXLおよびアルクベインの宣伝目的に製作されたため、その目的のための使用や転載は許可されている。
- ジエンド序章 オルタレイション・バースト
  - 七月鏡一が製作しYouTube、ニコニコ動画にアップロードした公式PV。画像素材はジエンド、音楽は「オルタレイション・バースト」。HXLの宣伝目的に製作されたため、その目的のための使用や転載は許可されている。
- ヒーロークロスライン アクションショー in 「炎の大感謝祭だにょ。」
  - 2009年2月28日に東京厚生年金会館にて行われたアニメイト・ゲーマーズ主催「炎の大感謝祭だにょ。」内での「ヒーロークロスラインアクションショー」をデジカム1カメで撮影した映像を、公式ブログの管理人でもある広石匡司が無編集でニコニコ動画にアップロードしたもの。アニメイトの宣伝キャラクター兄沢命斗とゲーマーズの宣伝キャラクターデ・ジ・キャラットの主役キャラクターを演じる声優たちが出演する。なおアクションショーの構成などは森丘一舟が担当した[1]。
- 特撮ヒーローPV　HXL Z-END PV 【reedit ver.】
  - 森丘一舟が発案者となり山谷亨らと制作した実写PVで[18]、projectENJINがYouTubeにアップロードした公式映像。岩船山で撮影され[1]、その様子はHXL公式サイトに掲載されている 。

### PR
- アニメイトTV

ドラマCD発売PR - 関智一へのインタビュー及び、メッセージ動画が配信されている。
- スパイスマン＠ネトラジ - ウェブラジオ

2009年5月31日配信、第9回にて「特別メインゲスト!村枝賢一先生 ヒーロークロスラインを語る!!」と題したHXLに関する裏話などのトークが成された。
- 宇宙船 - 特撮雑誌

実写PVメイキングなどを掲載する記事「ヒーロークロスライン EXPRESS」をvol.125から連載中。
また同号スタートの村枝賢一による村枝賢一イラストコラム連載「英雄無限倉庫 OUR ETERNAL TAIL」第0回で「ジエンド」が特集された。
- 談話室オヤカタ - ウェブラジオ

2009年9月16日配信、第218回にて「新井リュウジ先生、HXL（ヒーロークロスライン）を語る」と題した新井リュウジによるPRが行われた。
2009年12月30日配信、第233回にて「HXLより漫画家の栗原一実先生と、椎名かつゆき先生ご来店！」と題した栗原一実と椎名かつゆきによる『ラジオ劇場HXLアワー』のPRが行われた。
- バイメイ - splume.tv 配信ウェブ番組

2010年5月20日21時生放送、projectENJIN代表・森丘一舟と亡装遺体ネクロマンが出演し、「亡装遺体ネクロマン」を中心としたHXLのPR、「亡装遺体ネクロマン」のPVの制作、および番組司会のけんじゅー作曲による「HXLアクションショー」用楽曲制作の告知、「ヒーロークロス・トーク」の宣伝などを行った。

### その他
発売中 - 一部を除いて同人即売会で同人誌と共に販売されている。
- フィギュア、BOOTSワッペン、タオル、システム手帳、Tシャツ、缶バッジ、マグカップ、カレンダーなど多数

販促用
- HXL INFORMATION - 同人即売会などで配布されている情報誌（チラシ）。公式サイトや公式ブログでも公開されている。現在は第13号まで刊行。

など。フィギュアはグローバル制作。

## 単行本

### マガジンZKC HXL ヒーロークロスラインシリーズ
2008年3月21日より、講談社〈マガジンZKC〉レーベルから刊行された。B6判・ソフトカバー、連載時カラーだったページはモノクロ収録となっている。なお『The last hero comes alive Z-END』のみ〈KCDX〉レーベルよりの発行である。
- デフォルトでの表示順は、単行本裏表紙に記載されている3桁の通しナンバー順。
- タイトルでソートする事によって、各作品の巻数を確認可能。
- 発売日は第1刷発行日と同日である。
- 表紙もしくは裏表紙にHXLのロゴが入っている単行本のみ記載する。

| コード | タイトル                                | 巻 | 発行日         | ISBN                   |
| ------ | --------------------------------------- | -- | -------------- | ---------------------- |
| 001    | ジエンド 炎人 The last hero comes alive | 1  | 2008年3月21日  | ISBN 978-4-06-349340-5 |
| 002    | 火星のココロ Beautiful Little Garden    | 1  | 2008年3月21日  | ISBN 978-4-06-349342-9 |
| 003    | ギャラクティックマンション              | 1  | 2008年3月21日  | ISBN 978-4-06-349343-6 |
| 004    | 亡装遺体ネクロマン                      | 1  | 2008年3月21日  | ISBN 978-4-06-349341-2 |
| 005    | クランド                                | 1  | 2008年4月23日  | ISBN 978-4-06-349353-5 |
| 006    | MEAN 遥かなる歌                         | 1  | 2008年4月23日  | ISBN 978-4-06-349351-1 |
| 007    | 家族戦隊ノック5                         | 1  | 2008年4月23日  | ISBN 978-4-06-349352-8 |
| 008    | ジエンド 炎人 The last hero comes alive | 2  | 2008年4月23日  | ISBN 978-4-06-349350-4 |
| 009    | プリマス A PLOT OF NIGHTMARE            | 1  | 2008年6月23日  | ISBN 978-4-06-349362-7 |
| 010    | DARK QUEEN                              | 1  | 2008年5月23日  | ISBN 978-4-06-349361-0 |
| 011    | 火星のココロ Beautiful Little Garden    | 2  | 2008年5月23日  | ISBN 978-4-06-349359-7 |
| 012    | 家族戦隊ノック5                         | 2  | 2008年5月23日  | ISBN 978-4-06-349360-3 |
| 013    | 亡装遺体ネクロマン                      | 2  | 2008年8月22日  | ISBN 978-4-06-349385-6 |
| 014    | ウサ探                                  | 1  | 2008年6月23日  | ISBN 978-4-06-349367-2 |
| 015    | レイズマン・ゼロ                        | 1  | 2008年6月23日  | ISBN 978-4-06-349368-9 |
| 016    | ALCBANE                                 | 1  | 2008年7月23日  | ISBN 978-4-06-349372-6 |
| 017    | 童子装甲BEE                             | 1  | 2008年7月23日  | ISBN 978-4-06-349371-9 |
| 018    | 火星のココロ Beautiful Little Garden    | 3  | 2008年7月23日  | ISBN 978-4-06-349373-3 |
| 019    | ギャラクティックマンション              | 2  | 2008年8月22日  | ISBN 978-4-06-349379-5 |
| 020    | 青の橘花                                | 1  | 2008年9月22日  | ISBN 978-4-06-349386-3 |
| 021    | ジエンド 炎人 The last hero comes alive | 3  | 2008年9月22日  | ISBN 978-4-06-349378-8 |
| 022    | MEAN 遥かなる歌                         | 2  | 2008年10月10日 | ISBN 978-4-06-349389-4 |
| 023    | ALCBANE                                 | 2  | 2008年10月23日 | ISBN 978-4-06-349392-4 |
| 024    | スタジオ秘密基地劇場                    | 1  | 2008年11月21日 | ISBN 978-4-06-349396-2 |
| 025    | セイル                                  | 1  | 2008年11月21日 | ISBN 978-4-06-349401-3 |
| 026    | ウサ探                                  | 2  | 2008年11月21日 | ISBN 978-4-06-349399-3 |
| 027    | DARK QUEEN                              | 2  | 2008年12月22日 | ISBN 978-4-06-349395-5 |
| 028    | ジエンド 炎人 The last hero comes alive | 4  | 2009年2月27日  | ISBN 978-4-06-349416-7 |
| 029    | ギャラクティックマンション              | 3  | 2009年3月30日  | ISBN 978-4-06-349418-1 |
| 030    | レイズマン・ゼロ                        | 2  | 2009年2月27日  | ISBN 978-4-06-349421-1 |
| 031    | ALCBANE                                 | 3  | 2009年2月27日  | ISBN 978-4-06-349417-4 |
| 032    | 童子装甲BEE                             | 2  | 2009年2月27日  | ISBN 978-4-06-349406-8 |
| 033    | 青の橘花                                | 2  | 2009年2月27日  | ISBN 978-4-06-349420-4 |
| 034    | クランド                                | 2  | 2009年5月29日  | ISBN 978-4-06-349434-1 |
| 035    | MEAN 遥かなる歌                         | 3  | 2009年3月30日  | ISBN 978-4-06-349430-3 |
| 036    | プリマス A PLOT OF NIGHTMARE            | 2  | 2009年6月5日   | ISBN 978-4-06-349441-9 |
| 037    | スタジオ秘密基地劇場                    | 2  | 2009年3月30日  | ISBN 978-4-06-349433-4 |
| 038    | セイル                                  | 2  | 2009年3月30日  | ISBN 978-4-06-349440-2 |
| 039    | ひろよん                                |    | 2009年3月30日  | ISBN 978-4-06-349439-6 |
| 040    | アクセル・レックス                      |    | 2009年3月30日  | ISBN 978-4-06-349437-2 |
| 041    | 銀河ロイドコスモX                       |    | 2009年5月29日  | ISBN 978-4-06-349436-5 |
| 042    | BOOTSの山田さん                         |    | 2009年3月30日  | ISBN 978-4-06-349425-9 |
| 043    | VOID                                    |    | 2009年3月30日  | ISBN 978-4-06-349424-2 |
| 044    | シンソウガクシャ                        |    | 2009年3月30日  | ISBN 978-4-06-349438-9 |
| 045    | The last hero comes alive Z-END         | 1  | 2010年4月16日  | ISBN 978-4-06-375889-4 |
| 046    | The last hero comes alive Z-END         | 2  | 2010年12月17日 | ISBN 978-4-06-375942-6 |

### 関連作品
- 『ACLLA 〜太陽の巫女と空の神兵〜』 Bbmfマガジン 〈YA!COMICS〉 全5巻
  1. 2009年11月24日初版発行（11月16日発売）、ISBN 978-4-7663-3478-4
  2. 2010年7月17日初版発行（7月16日発売）、ISBN 978-4-7663-3513-2
  3. 2011年2月19日初版発行（2月16日発売）、ISBN 978-4-7663-3532-3
  4. 2011年6月20日初版発行（6月16日発売）、ISBN 978-4-7663-3542-2
  5. 2011年12月19日初版発行（12月16日発売）、ISBN 978-4-7663-3562-0
- 『死がふたりを分かつまで』全26巻、書誌情報は該当項目を参照。
- 『JESUS 砂塵航路』全14巻、書誌情報は該当項目を参照。

参考
- 『エンゲージ』 講談社 〈マガジンZKC〉 全2巻
  1. 2009年2月23日第1刷発行（同日発売）、ISBN 978-4-06-349422-8
  2. 2009年6月5日第1刷発行（同日発売）、ISBN 978-4-06-349432-7

### オンデマンド印刷
オンデマンド印刷を請け負うウェブサイト・BCCKSを用い、イーブックイニシアティブジャパンより紙書籍が発売中。下記、電子書籍版を紙書籍として印刷したもの。
- 『ヒーロークロスライン NEO CROSS トリアプロクス編』 イーブックイニシアティブジャパン 2016年6月21日初版発行（同日発売）、単巻

### 電子書籍
2012年5月1日より eBookJapan にて、有料電子書籍としても随時刊行中である。作品によっては『ヒーロークロスライン アフターミッション』などの同人誌に掲載された読み切り作品も含まれている他、値段も紙の単行本やeBookJapanでの配信開始以前に様々なウェブサイトにて配信されていた電子書籍より安く設定されている。
以下、商業単行本よりも巻数が多い、または商業単行本にはならず電子書籍としてのみ纏められて発売された作品を記す。
- 『シンソウガクシャ』 - 『ヒーロークロスライン アフターミッション』に掲載された話を収録したため全2巻となっている。
- 『レイズマン・ゼロ』 - 『ヒーロークロスライン アフターミッション』に掲載された話を収録したため全3巻となっている。
- 『ウサ探』 - HXL非公式同人誌や『ヒーロークロスライン アフターミッション』に掲載された話を収録したため全3巻となっている。また2014年6月24日には『KATANA』連載分を収録した第4巻が発売。
- 『火星のココロ Hero come to Mars.』 - 『KATANA』連載作品。2013年4月26日に第1巻、2014年11月28日に第2巻が発売。なお収録作品は馬場民雄が個人で頒布している同人誌にも掲載されている。
- 『ニードルアイ』 - 『KATANA』連載作品。2014年7月25日全2巻発売。
- 『ヒーロークロスライン NEO CROSS トリアプロクス編』 - 『KATANA』連載作品。2016年6月21日発売。